# رسوم متحركة عن الحيض
هو عبارة عن دليل يهدف إلى تثقيف الناس في جميع أنحاء العالم عن الدورة الشهرية؛ بدأت الفكرة بواسطة كلًا من (أديتي جوبتا وتوهين بول وراجات ميتا) وتهدف إلى مساعدة الناس على فهم عملية البلوغ عند الرجال والنساء وتسعى أيضًا لتدمير الخرافات حول الحيض باعتباره عملية بيولوجية طبيعية.

## الأصل
عندما بلغت أديتي وجدت أن الحيض من المحرمات في مجتمعها ويصعب التحدث بشأنه بحرية فكان عليها أن تتقبل العادات والتقاليد الهندية التي تعتبر الحائض ملوثة، ولكن عندما نضجت أديتي وانتقلت بعيدًا عن موطنها الأصلي تغيّر مفهومها عن الحيض وتمنت أن تنشر الوعي أكثر بين الفتيات لمساعدتهن في التعرف على أجسادهن وعدم ترك المجتمع يُخلجهن من طبيعتهن.
وتوسعت جوبتا في أطروحة مشروعها وبحثت في الأمر عن طريق محاورة عدد من الأطباء والفتيات الصغيرات. وفي نوفمبر 2012 أطلقت موقع الرسوم المتحركة بمساعدة زوجها العضو المؤسس للموقع وذلك لتعريف الناس بتلك العملية الطبيعية.

## الرسوم المتحركة
تشرح الرسوم المتحركة عملية الحيض عن طريق شخصيات تتواصل مع بعضها. فهناك شخصية بريا ديدي الطبيبة التي تقوم بشرح عملية البلوغ إلى ابنة عمها بينكي وصديقتيها ميرا وجيا والتي تأتيها دورتها الشهرية الأولى في حفلة عيد ميلاد بينكي فتستغل د. ديدي الفرصة لتتحدث إليهن عن البلوغ والنظافة الشخصية وأمور صحية أخرى كما يسألونها بدورهن أسئلة متعلقة بالموضوع.

## الشعبية
حظيت الفكرة بتقدير كبير منذ انطلاق الموقع بسبب تصويره الإيجابي للحيض ووصل عدد الإعجابات بصفحتهم على موقع التواصل الاجتماعي فيس بوك في 2019 إلى 49، 000 ولديهم 4600 متابع على حسابهم بموقع تويتر. ووصل نجاحهم إلى ترجمة تلك الرسوم المتحركة إلي 14 لغة منها النيبالية والإسبانية في 2017.

## المدونة
هي منصة مليئة بالمعلومات والمصادر؛ فتقول أديتي جوبتا «لدينا مجموعة من الكُتّاب عددهم 3000 بين كُتاب وكاتبات وأطفال أعمارهم تبدأ من 12 عام ونحن لا نطالب المشاركين بتعريف جنسهم: فيمكنهم اختيار ذكر\أنثى\أو جنس غير متطابق، ولكننا نملك سجل بأسمائهم وأعمارهم» والموقع يحتوي على جزء تعليمي وأسئلة وإجابات.